# فرشتگان برفی
فرشتگان برفی (انگلیسی: Snow Angels) فیلمی در ژانر درام به کارگردانی دیوید گوردون گرین است که در سال ۲۰۰۷ منتشر شد.

## بازیگران
- کیت بکینسیل
- سم راکول
- مایکل آنگارانو
- اولیویا ترلبی
- ایمی سداریس
- کانر پائولو
- گریفین دان
- نیکی کت
- تام نونان